# ビニルアセチレン
ビニルアセチレン(Vinylacetylene)は、化学式C4H4で表される有機化合物である。無色の気体で、かつて有機化学工業で用いられていた。分子内にアルキンとアルケンの両方を持つ。
ビニルアセチレンは、十分な濃度があれば（圧力にも依るが30mol%以上）、空気が存在しなくても爆発するため、非常に危険である。特に、C4炭化水素を加工する化学工場等の圧力が高い場所では危険である。そのような爆発は、1969年にテキサスシティにあるユニオンカーバイドの工場で起こった。

## 合成
ビニルアセチレンは、4級アンモニウム塩からホフマン脱離によって初めて合成された。
{\displaystyle {\ce {[(CH3)3NCH2CH=CHCH2N(CH3)3]I2->2[(CH3)3NH]I\ +HC\equiv C-CH=CH2}}}
通常は、1,3-ジクロロ-2-ブテンの脱ハロゲン化水素化によって合成される。また、アセチレンの二量体化や1,3-ブタジエンの脱水素化によっても生成する。

## 利用
かつて、有機化学工業において重要なモノマーであったクロロプレン（2-クロロ-1,3-ブタジエン）は、ビニルアセチレンを介して製造されてきた。この過程で、アセチレンは二量体化してビニルアセチレンとなり、その後塩化水素と結合して4-クロロ-1,2-ブタジエンが生成される。これが塩化銅 (I)の存在下で2-クロロ-1,3-ブタジエンに再配置する。